# Густаф Грюндгенс (актор)
Густаф Грюндгенс (нім. Gustaf Gründgens, повне ім'я Густав Генріх Арнольд Грюндгенс, 22 грудня 1899, Дюссельдорф — 7 жовтня 1963, Маніла) — німецький актор, режисер берлінських, дюссельдорфських та гамбурзьких театрів, а також кіно. Є одним із найвизначніших німецьких акторів 20-го століття.
Відомий за роллю Мефістофеля у фільмі «Фауст» (1960), а також Шренкера у «М: місто шукає вбивцю» (1931).

## Ранні роки
Народився в місті Дюссельдорф, де відвідував театральну школу після закінчення Першої світової війни. Розпочинав свою кар'єру в невеликих театрах Гальберштадту, Кіля та Берліна.

## Кар'єра
В 1923 став працювати у камерному театрі Гамбурга, де вперше став режисером, а також співпрацював із Клаусом Манном та його сестрою, Ерікою Манн. 1926, змінивши своє прізвище, він одружився з Ерікою; через 3 роки вони розлучилися.
В 1928 році він переїхав до Берліна, щоб приєднатися до відомого драматичного театру Deutsches Theater, яким керував Макс Райнгардт. Водночас працював разом із Отто Клемперером в «Кроль-опері» кабаретистом. В 1931 році знявся у відомому фільмі «М: місто шукає вбивцю», що принесло йому популярність. 1932 року Грюндгенс став працювати в Концертхаусі, де спершу грав Мефістофеля.
1934 року став інтедантом Концертхаусу та отримав звання народного артиста. 1941 року зіграв у пропагандистському фільмі «Дядько Крюгер» та історичному «Фрідеман Бах». Після промови Геббельса в Палаці спорту Грюндгенс хотів воювати добровольцем, але його відкликав Герінг, адже актор був у списках Gottbegnadeten-Liste.

## Повоєнні роки
Грюндгенс був арештований НКВС та перебував в ув'язненні 9 місяців. Був звільнений за клопотанням актора Ернста Буша, комуніста, якого Грюндгенс в 1943 році врятував від страти. Під час денацифікації його свідчення допомогли звільнити інших акторів, в тому числі й Еммі Герінг разом з Файтом Гарланом. Згодом Грюндгенс повернувся до Німецького театру (нім. Deutsches Theater), став інтедантом театру Düsseldorfer Schauspielhaus. З 1955 року був режисером театру Deutsches Schauspielhaus (Гамбург). 1960 він знову зіграв Мефістофеля у фільмі «Фауст», який було створено у співпраці з Deutsches Schauspielhaus.

## Особисте життя
Був одружений з Ерікою Манн в 1926—1929 рр. та Маріанною Гоппе в 1936—1946 рр. Незважаючи на ці лавандові шлюби, гомосексуальна орієнтація Грюндгенса не була секретом. В той час, як інших геїв нацистська влада переслідувала, Грюндгенса було толеровано через його популярність.

## Смерть
7 жовтня 1963 року, подорожуючи по світу, Грюндгенс помер у Манілі від крововиливу. Досі невідомо, було це самогубство шляхом передозування снодійного чи ні. Його останні слова, написані на конверті були такими:
|  | Мені здається, що я випив забагато пігулок для сну, я почуваюся трохи дивно, я ляжу виспатись. Оригінальний текст (нім.) Ich habe glaube ich zu viel Schlafmittel genommen, mir ist ein bißchen komisch, laß mich ausschlafen. |

## Фільмографія

### Режисер
- Місто догори ногами (1933)
- Фінанси великого герцога (1934)
- Примхи (1937)
- Хибний крок (1939)
- Два світи (1939)
- Фрідман Бах (1940)
- Фауст (1960)

### Актор
- Ніколи не вір жінці (1930)
- Фокус-покус (1930)
- Ва-банк (1930)
- Пожежа в оперному театрі (1930)
- Дантон (1930)
- М (1931)
- Викрадення Мони Лізи (1931)
- Луїза, королева Пруссії (1931)
- Йорк (1931)
- Графиня Монте-Крісто (1932)
- Учасник не відповідає (1932)
- Флірт (1933)
- Любовна історія (1933)
- Щасливі дні в Аранхуесі (1933)
- Тунель (1933)
- Чорний мисливець Джоанна (1934)
- Закінчилося велике кохання (1934)
- Спадщина Преторії (1934)
- 100 днів (1935)
- Жанна д'Арк (1935)
- Пігмаліон (1935)
- Жінка без будь-якого значення (1936)
- Примхи (1937)
- Танці на вулкані (1938)
- Дядько Крюгер (1941)
- Фрідман Бах (1940)
- Склянка води (1960)
- Фауст (1960)